# Briscous
Briscous – miejscowość i gmina we Francji, w regionie Nowa Akwitania, w departamencie Pireneje Atlantyckie.
Według danych na rok 1990 gminę zamieszkiwało 1745 osób, a gęstość zaludnienia wynosiła 56 osób/km² (wśród 2290 gmin Akwitanii Briscous plasuje się na 240. miejscu pod względem liczby ludności, natomiast pod względem powierzchni na miejscu 267.).